# 錫爾弗布魯克 (特拉華州)
錫爾弗布魯克（英語：Silverbrook）是位於美國特拉華州紐卡斯爾縣的一個非建制地區。該地的面積和人口皆未知。

## 地理
錫爾弗布魯克的座標為39°45′16″N 75°35′53″W / 39.75444°N 75.59806°W，而該地的平均海拔高度為46米（即151英尺）。